# Cytisus ardoinii
Cytisus ardoinii är en ärtväxtart som beskrevs av Eugène Pierre Nicolas Fournier. Cytisus ardoinii ingår i släktet kvastginster, och familjen ärtväxter. Inga underarter finns listade i Catalogue of Life.